# ピニオンカッタ
ピニオンカッタ（英: pinion cutter）とは、歯車を歯切り盤で創成切削する際に用いられる歯車型をした切削工具のこと。
一般には平歯車の形状をなし、歯幅方向に逃げ角が設けられる。
歯車型をした刃を押し付けて歯車を側面から往復運動により歯切り切削を行う為、加工速度は速くはないが、ホブでは切削できない内歯車や段付き歯車の切削には欠かせない。
歯の往復に合わせて断続的に回転送りされるので歯面は多角形状となる。このため仕上げ加工としてシェービングカッタによるシェービング加工や、歯面研削が行われる。